# عبد الله البرغش
عبد الله حشر عايد البرغش، نائب سابق في مجلس الأمة الكويتي.

## السيرة البرلمانية
شارك في انتخابات مجلس الأمة الكويتي 2006 في الدائرة الثانية والعشرين، وحصل على المركز الثالث برصيد 4548 صوت وخسر الانتخابات ، وشارك في انتخابات مجلس الأمة الكويتي 2008 في الدائرة الخامسة، وحصل على المركز السابع برصيد 13135 صوت وفاز بالانتخابات.
قدم استجواب بعد نجاحه لرئيس مجلس الوزراء على إثر قضية الفالي هو وزملائه وليد الطبطبائي ومحمد هايف المطيري وقدمت الحكومة استقالتها بعد تقديم الاستجواب
أقام العديد من الندوات التي لاقت استحسان كافة طوائف الشعب الكويتي. وشارك في انتخابات 2012 وحصل على المركز السابع برصيد 13085 صوت وفاز بالانتخابات.وحصل على منصب أمين السر لمجلس الأمة بالإنتخاب.

## قضية سحب الجنسية
في شهر يوليو من عام 2014 قامت الحكومة الكويتية بسحب جنسية النائب السابق عبد الله البرغش وإخوته وفقد المواطنة وجميع امتيازاتها لكن تم إسترجاع الجنسية لـ عبد الله البرغش وعائلته. ومن ضمن من شملهم قرار سحب الجنسية هم الداعية الإسلامي نبيل العوضي والمتحدث باسم كتلة العمل الشعبي سعد العجمي ومالك جريدة «العالم اليوم» أحمد الجبر. وهو القرار الذي أدانه منظمات حقوقية. في 6 مارس 2017، فوّض أمير الكويت الشيخ صباح الأحمد رئيس مجلس الأمة ورئيس مجلس الوزراء، فوضهم ببحث ملف إعادة الجنسية لمن شملهم قرار السحب في 2014.